# Министерство окружающей среды Перу
Министерство окружающей среды Перу отвечает за охрану окружающей среды.

## Подведомственные отделы и органы
- Многосекторальная комиссия по окружающей среде
- Экологический консультативный комитет
- Генеральный директорат по биологическому разнообразию
- Центр по биоразнообразию и биобезопасности
- Генеральный директорат по вопросам изменения климата, опустынивания и водных ресурсов
- Генеральный директорат по управлению земельными ресурсами
- Главное управление по вопросам оценки природного наследия